# Filme de guerra

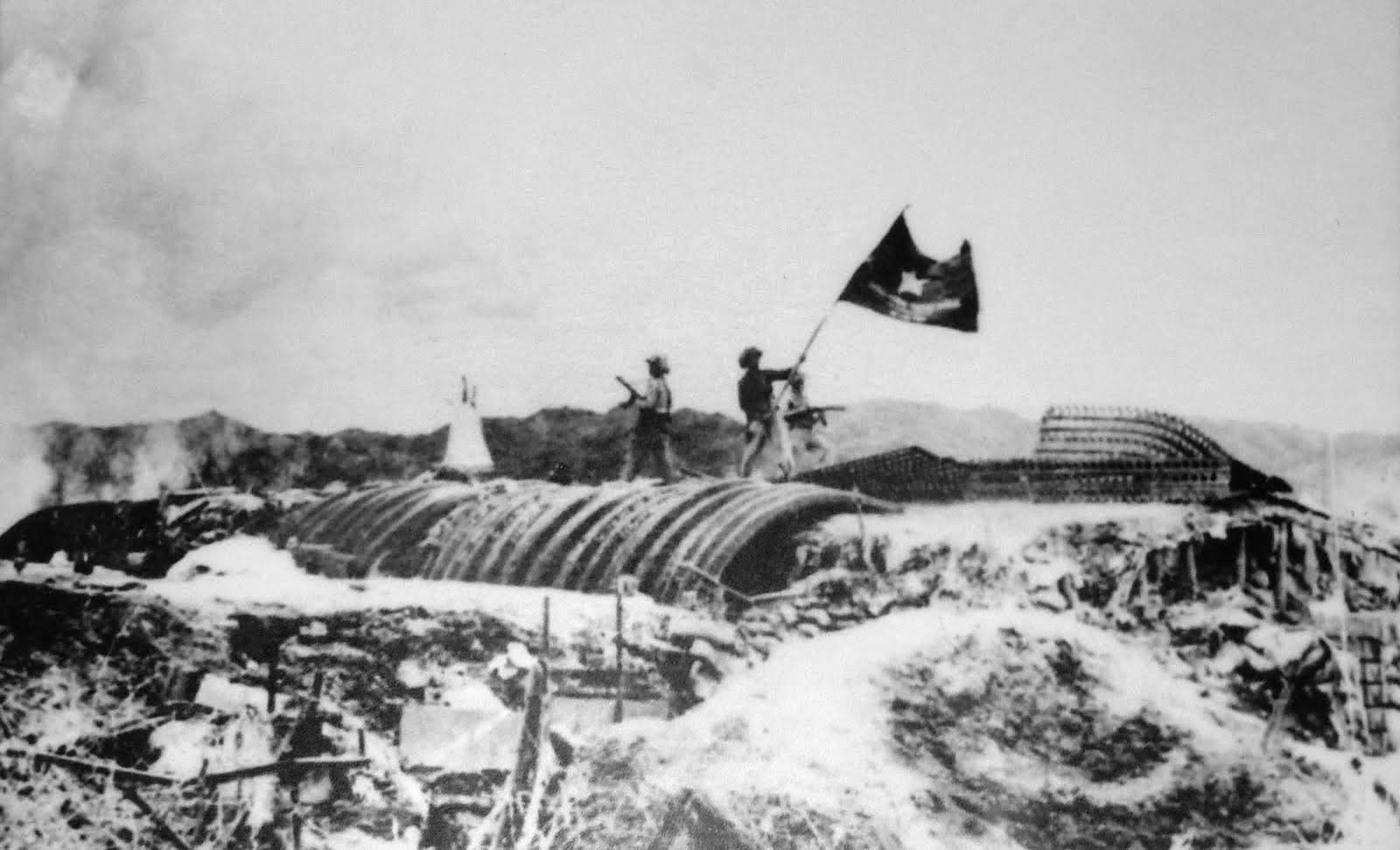
Vitória na Batalha de Dien Bien Phu

O filme de guerra é um gênero cinematográfico que de um lado se confunde com filmes de ação e épicos, principalmente quando são mostrados dramas históricos, enquanto por outro tem se prestado, ao longo da história, ao uso propagandístico ou patriótico dos governos de todos os países que, em maior ou menor grau, buscam obter dividendos através de obras que retratam conflitos pontuais ou do passado.
Nesse aspeto, nenhum país foi mais eficiente do que os Estados Unidos, sobretudo durante a Segunda Guerra Mundial. Naquela época, o engajamento de Hollywood na guerra traduziu-se em dezenas de títulos cujo objetivo evidente era levantar o astral do país. Contudo, foi também nos Estados Unidos que o gênero abrigou reflexões muitas vezes bastante ácidas sobre a guerra de maneira geral, e sobre a participação dos Estados Unidos em conflitos específicos, como a desastrada intervenção no Vietnã.
Quase todos os países envolvidos em conflitos recorreram em algum momento a dramas e aventuras de guerra para destacar as suas razões e criticar as razões do inimigo eventual, apresentando de um lado personagens nobres e corajosos e, do lado oposto, os vilões.
Assim, se uma boa parte dos filmes de guerra procura mostrar apenas ação com muitas explosões, tiros e mortes, há uma outra parte que usa o gênero para refletir sobre o mundo em que o homem vive, e do qual a guerra continua a fazer parte ainda hoje.

## Lista de filmes de guerra
Informações e breve sinopse sobre conhecidos filmes de guerra de todos os tempos:

## #
36 horas
- Filme de 1965, dirigido por George Seaton, sobre fatos relacionados ao Dia D.

La 317e section
- Filme de 1965, sobre a guerra da Indochina.

55 dias em Pequim
- Filme de 1963, dirigido por Nicholas Ray, a história transcorre na Pequim de 1900, durante a rebelião dos boxers.

300 (filme)
- Filme de 2006 que retrata a vida de 300 soldados espartanos lutando contra os invasores persas na Batalha das Termópilas durante as Guerras Médicas.

## A
Agonia e glória
- Filme de 1980, dirigido por Samuel Fuller, relata a trajetória de um sargento da 1ª Divisão de Infantaria dos Estados Unidos que conduz seu pelotão desde o norte da África até a Normandia, durante a Segunda Guerra Mundial.

Além da linha vermelha
- Filme de 1998, dirigido por Terrence Malick, sobre a Batalha de Guadalcanal, durante a segunda guerra mundial.

Almas em chamas
- Filme de 1949, dirigido por Henry King. Filme realista sobre as missões de bombardeios diurnos dos B-17s aliados, realizados sobre a França ocupada e a Alemanha nazista durante a Segunda Guerra Mundial

O amante da guerra
- Filme de 1962, dirigido por Philip Leacock, cuja ação ocorre durante a segunda guerra, onde um piloto de bombardeiro ataca as forças alemãs.

Amargo regresso
- Filme de 1978, dirigido por Hal Ashby, cuja ação se passa num hosptal de veteranos da Guerra do Vietnã.

Anáguas a bordo
- Filme de 1959, dirigido por Blake Edwards, é uma comédia que se passa durante a segunda guerra mundial e envolve um submarino avariado.

Apocalypse Now
- Filme de 1979, dirigido por Francis Ford Coppola, onde um soldado é enviado para assassinar um coronel fora de controle durante a Guerra do Vietnã.

Ardil 22
- Filme 1970, dirigido por Mike Nichols, sobre um soldado da segunda guerra mundial que faz de tudo para que a Força Aérea o considere insano e o envie para casa.

Asas
- Filme de 1927, dirigido por William A. Wellman e que conta a história de dois pilotos de aviões militares da Primeira Guerra Mundial.

Asas de águia
- Filme de 1957, dirigido por John Huston, sobre Frank Wead, piloto de avião da Marinha dos Estados Unidos durante a Segunda Guerra Mundial

Uma aventura na África
- Filme de 1951, dirigido por John Huston, sobre uma casal pouco convencional que precisa conviver durante a Primeira Guerra Mundial

## B
O barco – Inferno no mar
- Filme de 1981, dirigido por Wolfgang Petersen, conta a história do submarino alemão da segunda guerra mundial, o U-Boot U-096.

O Bandido da Cova do Lobo
- Filme de 1952, dirigido por Pietro Germi, sobre o fenomeno do Brigantaggio que se alastrou no sul da Italia durante o Risorgimento.

Um barco e nove destinos
- Filme de 1944, dirigido por Alfred Hitchcock, sobre os sobreviventes de um navio aliado afundado pelos alemães durante a segunda guerra mundial.

Barcos ao mar
- Filme de 1956, dirigido por Joseph Pevney, sobre a tripulação do navio USS Belinda, da Marinha dos Estados Unidos, em luta no Pacífico, entre 1943 e 1945.

A batalha de Argel
- Filme de  1966, dirigido por Gillo Pontecorvo, sobre fatos ocorridos na Argélia entre 1954 e 1962, quando o povo lutou contra a ocupação colonialista francesa no país, na chamada Guerra da Argélia.

Battleground
- Filme de  1949, dirigido por William A. Wellman, sobre a Batalha do Bulge (dezembro de 1944, Bélgica), durante a Segunda Guerra Mundial.

Bom dia, Vietnã
- Filme de 1987, dirigido por Barry Levinson, sobre um programa de rádio das forças armadas estadunidenses no Vietnã, cujo objetivo era elevar o moral dos combatentes.

## C
Os canhões de Navarone
- Filme de 1961, dirigido por J. Lee Thompson, relata os esforços de um comando aliado para destruir um forte alemão durante a segunda guerra mundial.

Cartas de Iwo Jima
- Filme de 2006, dirigido por Clint Eastwood, relata os mesmos fatos contados em  A conquista da honra, do mesmo diretor, mas sob o ponto de vista dos soldados nipônicos.

Cemitério dos Vagalumes
- Uma animação que conta a história de dois irmãos que tentam sobreviver durante a segunda guerra mundial.

Cinco covas no Egito
- Filme de 1943, dirigido por Billy Wilder, sobre a derrota dos ingleses no deserto do Saara, diante de Erwin Rommel, em 1942.

Círculo de fogo
- Filme de 2001, dirigido por Jean-Jacques Annaud e que conta a história de um franco-atirador durante o cerco alemão a Stalingrado.

A conquista da honra
- Filme de 2006, dirigido por Clint Eastwood, e que reconta sob o ponto de vista dos Estados Unidos os fatos da Batalha de Iwo Jima, onde morreram milhares de soldados japoneses e aliados, e onde foi realizada a famosa fotografia dos soldados estadunidenses com a bandeira americana sobre o Monte Suribachi.

Coração valente
- Filme de 1995, dirigido por Mel Gibson e que conta a história de William Wallace, o homem que uniu os escoceses contra os ingleses durante o século XIV.

Cruz de ferro
- Filme de 1977, dirigido por Sam Peckinpah, onde um grupo de soldados alemães luta para sobreviver aos ataques soviéticos no front da Segunda Guerra Mundial.

A cruzada
- Filme de 2005, dirigido por Ridley Scott, a história se passa na Idade Média, durante as Cruzadas do século XII, quando um jovem ferreiro em Jerusalém se torna cavaleiro e a principal esperança para proteger seu povo contra a invasão do líder islâmico Saladino, que luta para recuperar a cidade dos cristãos.

## D
Desafio das águias
- Filme de 1968, dirigido por Brian G. Hutton.

Dias de glória
- Filme de 2006, dirigido por Rachid Bouchareb, sobre os combatentes africanos das colônias francesas na Segunda Guerra Mundial.

Os doze condenados
- Filme de 1967, dirigido por Robert Aldrich, sobre soldados condenados à corte marcial que participam de perigosa missão durante a Segunda Guerra Mundial.

## E
O encouraçado Potemkim
- Fime de 1925, dirigido por Serguei Eisenstein, realizado sob encomenda para comemorar os vinte anos da Revolução Russa, narra um fato histórico de 1905 - uma rebelião de marinheiros de navio de guerra.

Esperança e glória
- Filme de 1987, dirigido por John Boorman, descreve as lembranças de um garoto que vive em uma Londres destruída pela guerra.

Espíritos indomáveis
- Filme de 1945, dirigido por Edward Dmytryk, narra a luta contra os invasores japoneses empreendida pelos nativos filipinos, auxiliados pelos aliados durante a II Guerra Mundial.

## F
Falcão negro em perigo
- Filme de 2001, dirigido por Ridley Scott, retrata a primeira batalha de Mogadíscio durante a guerra civil da Somália.

Fomos heróis
- Filme de 2002, dirigido por Randall Wallace, retrata a Batalha de Ia Drang, a primeira e mais sangrenta batalha em que os estadunidenses se envolveram durante a Guerra do Vietnã.

O franco atirador
- Filme de 1978, dirigido por Michael Cimino, sobre três estadunidense prisioneiros dos vietnamitas durante a Guerra do Vietnã.

Fugindo do inferno
- Filme de 1963, dirigido por John Sturges, conta a história de um grupo de soldados aliados que durante a Segunda Guerra Mundial tentam escapar de uma prisão alemã de segurança máxima.

Furyo – Em nome da honra
- Filme de 1983, dirigido por Nagisa Oshima, sobre um grupo de prisioneiros ingleses num acampamento japonês durante a segunda guerra.

Flyboys
- Filme de 2006 que mostra jovens pilotos do exército francês durante a Primeira Guerra Mundial.

## G
Glória feita de sangue
- Filme antibelicista de 1957, dirigido por Stanley Kubrick, sobre um incidente ocorrido na primeira guerra mundial.

Greyhound
- Filme de 2020, dirigido por Aaron Schneider e estrelado por Tom Hanks, sobre um comboio de navios que cruza o Atlântico Norte sob o ataque de submarinos alemães durante a Segunda Guerra Mundial.

Gritos do silêncio
- Filme de 1984, dirigido por Roland Joffé, sobre um correspondente estadunidense que busca encontrar um amigo nos campos de concentração do Camboja, após a chegada de Pol Pot ao poder.

## I
O inferno é para os heróis
- Filme de 1962, dirigido por Don Siegel, sobre um grupo de recrutas estadunidenses que precisa enganar os nazistas; o "inferno" do título faz referência não só a guerra mas ao uso de lança-chamas pelos soldados em muitas cenas de impacto do filme.

Inferno número 17
- Filme de 1953, dirigido por Billy Wilder, sobre soldados aliados prisioneiros dos nazistas, e que são vítimas de um informante.

## J
Johnny vai à guerra
- Filme de 1971, dirigido por Dalton Trumbo, sobre as conseqüências da guerra (Primeira Guerra Mundial) na vida de um jovem soldado, Filme com caráter antibelicista, que trata também da questão da eutanásia.

## M
O mais longo dos dias
- Filme de 1962, dirigido por Ken Annakin, Andrew Marton, Bernhard Wicki e Darryl F. Zanuck, sobre o Dia D, que marcou o início do fim da Segunda Guerra Mundial.

MASH
- Filme de 1970, dirigido por Robert Altman, sobre fatos (em tom de humor negro) acontecidos em um hospital móvel do exército (Mobile Army Surgical Hospital) dos Estados Unidos durante a Guerra da Coreia.

Mestre dos mares - O lado mais distante do mundo
- Filme de 2003, dirigido por Peter Weir.

Michael Collins - O preço da liberdade
- Filme de 1996, dirigido por Neil Jordan, sobre o patriota e revolucionário irlandês Michael Collins.

Midway
- Filme de 1976, dirigido por Jack Smigh, conta a história real da batalha naval de Midway em 1942, que marcou a primeira grande vitória dos aliados no Pacífico, durante a II Guerra Mundial.

Morte sem glória
- Filme estadunidense de 1956, dirigido por Robert Aldrich, a ação do filme se passa nos dias finais da segunda guerra mundial.

## N
Nascido em 4 de julho
- Filme de 1989, dirigido por Oliver Stone, história real sobre um soldado estadunidense ferido na Guerra do Vietnã e que se torna ativista pela paz.

Nascido para matar
- Filme de 1987, dirigido por Stanley Kubrick, relata histórias de fuzileiros navais estadunidenses que enlouquecem durante o rígido treinamento físico e também no campo de batalha, durante a Guerra do Vietnã.

## O
O Último dos Moicanos (1992)
- Filme que recria a Batalha do Fort William Henry durante a Guerra Franco-Indígena e Guerra dos Sete Anos.

O Último Batalhão (2001)
- Filme baseado em fatos reais acontecidos durante a Primeira Guerra Mundial, onde um batalhão ficou cercado de soldados alemães na Floresta de Argonne.

## P
Os bravos morrem de pé
- Filme de 1959, dirigido por Lewis Milestone, baseado em uma batalha da Guerra da Coreia (1953).

Patton
- Filme de 1970, dirigido por Franklin J. Schaffner, sobre a vida do general estadunidense George S. Patton na Segunda Guerra Mundial.

Pearl Harbor
- Filme de 2001, dirigido por Michael Bay, sobre o ataque a Pearl Harbor.

Platoon
- Filme de 1986, escrito e dirigido por Oliver Stone, sobre a Guerra do Vietnã.

A ponte do Rio Kwai
- Filme de 1957, dirigido por David Lean e que narra um episódio ocorrido na Tailândia durante a Segunda Guerra Mundial.

Uma ponte longe demais
- Filme de 1978, dirigido por Richard Attenborough, sobre a Operação Market Garden durante a Segunda Guerra Mundial.

A primeira vitória
- Filme de 1965, dirigido por Otto Preminger, descreva as vidas de diversos oficiais da Marinha dos Estados Unidos e de suas esposas e interesse românticos enquanto baseados no Hawaii, partindo do início do envolvimento do país na Segunda Guerra Mundial e indo até as primeiras batalhas no Pacífico.

## Q
Quando explodem as paixões
- Filme de 1959, dirigido por John Sturges, sobre ações dos aliados na II Guerra Mundial, que procuram organizar os nativos asiáticos chineses para resistir aos japoneses.

## R
Ran
- Filme de 1985, dirigido por Akira Kurosawa, se passa no Japão feudal e conta sobre um homem poderoso que decide dividir seu império entre os três filhos, gerando uma batalha pelo poder.

A raposa do deserto
- Filme de 1951, dirigido por Henry Hathaway, em que James Mason interpreta o Marechal Erwin Rommel, conhecido como "A Raposa do Deserto". Nesta produção se destaca a biografia e as famosas ações estratégicas deste comandante alemão durante a II Guerra Mundial.

O resgate do soldado Ryan
- Filme de 1998, dirigido por Steven Spielberg. O filme, ambientado durante a Invasão da Normandia, retrata o desembarque americano na Praia de Omaha no Dia D. Após isso, o filme segue um capitão estadunidense que é encarregado de resgatar o último filho de uma família, cujos outros três irmãos foram mortos em ação.

Roma, cidade aberta
- Filme de 1945, dirigido por Roberto Rossellini, sobre a ocupação de Roma pelos nazistas de 1943 a 1944, quando a cidade é declarada "cidade aberta", para evitar bombardeios aéreos.

Rumo a Tóquio
- Filme de 1943, dirigido por Delmer Daves e realizado durante a Segunda Guerra Mundial, mostra a viagem de um submarino em missão secreta rumo ao Japão.

Os russos estão chegando
- Filme de 1966, dirigido por Norman Jewison, é uma sátira à guerra fria, e mostra a reação das pessoas à chegada de um submarino soviético às costas da Nova Inglaterra.

## S
Sargento York
- Filme de 1941, dirigido por Howard Hawks, sobre um homem que por motivos de consciência não quer participar da primeira guerra mundial.

Sem novidades no front
- Filme de 1930, dirigido por Lewis Milestone e que relata a desilusão de um jovem soldado frente aos horrores da primeira guerra mundial.

A sétima cruz
- Filme de 1944, dirigido por Fred Zinnemann, sobre sete homens que conseguem escapar de um campo de concentração da Alemanha nazista, em 1936.

Sniper Americano
- Filme de 2014, dirigido por Clint Eastwood, sobre o melhor atirador de elite dos Estados Unidos, Chris Kyle.

## T
Tempo de glória
- Filmes de 1989, dirigido por Edward Zwick, se passa durante a Guerra de Secessão, onde um regimento nortista de soldados negros pretende tomar parte no conflito, mas enfrenta  o racismo de grupos militares brancos.

Tora! Tora! Tora!
- Filme de 1970, dirigido por Richard Fleischer, Kinji Fukasaku e Toshio Masuda e que descreve o ataque a Pearl Harbor, na Segunda Guerra Mundial, tanto sob o ponto de vista dos japoneses quanto dos estadunidense.

O trem (ou Trem do Êxodo)
- Filme de 1973, dirigido por Pierre Granier-Deferre, que conta o encontro em um trem de um francês e uma alemã judia que fugiam da França invadida pelos alemães.

Flyng Tigers (ou Tigres Voadores)
- Filme de 1942 sobre os Tigres Voadores na China. Com John Wayne em seu primeiro filme de guerra.

Trono manchado de sangue
- Filme de 1957, dirigido por Akira Kurosawa, conta a história de dois bravos guerreiros no Japão medieval.

Troia
- Filme de 2004, dirigido por Wolfgang Petersen, sobre a guerra de Troia, e que relata a vida de Aquiles, considerado um dos maiores guerreiros da história.